# JTBC
JTBC (tiếng Hàn: 제이티비씨) là hệ thống mạng truyền hình cáp quốc gia Hàn Quốc nói chung và là công ty phát thanh truyền hình nói riêng, và cổ đông lớn nhất là JoongAng Ilbo/JoongAng Media Network với 25% cổ đông. Nó được bắt đầu ngày 1 tháng 12 năm 2011.
JTBC là một trong bốn công ty mạng truyền hình cáp quốc gia tại Hàn Quốc bên cạnh Channel A của Dong-A Ilbo, TV Chosun của Chosun Ilbo và MBN của Maeil Kyungje năm 2011. Bốn mạng mới vừa được bổ sung vào mạng lưới truyền hình phát sóng miễn phí như KBS, MBC, SBS và một số kênh nhỏ khác sau lệnh bãi bỏ năm 1990.

## Lịch sử
JoongAng Ilbo, từng là một bộ phận của Samsung Group, đã từng sở hữu một đài truyền hình trước đây. Năm 1964 thành lập công ty Phát thanh Truyền hình Tongyang (TBC) và vận hành nó trong 16 năm. Năm 1980 tuy nhiên TBC bị ép buộc sáp nhập với KBS do chế độ quân sự của Chun Doo-hwan.
Dòng thời gian:
- 26 tháng 6 năm 1965: Công ty Phát thanh Truyền hình Tongyang được thành lập.
- 7 tháng 12 năm 1965: TBC-TV đã bắt đầu phát sóng ở kênh 7.
- 30 tháng 11 năm 1980: TBC-TV sáp nhập vào truyền hình KBS bởi luật của Chun Doo-hwan, tổng chính quyền quân sự, kết quả sự ra đời của KBS 2TV.
- 22 tháng 10 năm 1987: JoongAng Ilbo thành lập công ty JTBC.
- 22 tháng 7 năm 2009: Quốc hội thông qua việc sửa đổi luật truyền thông để bãi bỏ sự kiểm soát thị trường phương tiện truyền thông của Hàn Quốc.
- 31 tháng 12 năm 2010: JTBC, TV Chosun, MBN, Channel A được chọn là Tổng phát thanh truyền hình cáp.
- 1 tháng 12 năm 2011: JTBC (kênh số 15) được phát sóng.[10]
- 2013: JTBC xây dựng tòa nhà mới tại thành phố Digital Media City ở Sangam-dong, Seoul.[11]
- Tháng 5 2013: Cựu phát thanh viên Sohn Suk-hee của MBC được chỉ định làm chủ tịch mới của JTBC cho bộ phận tin tức.[12]